# Ed (film)
Ed is een Amerikaanse komedie uit 1996 met in de hoofdrol Matt LeBlanc. 

## Plot
Jack Cooper, een honkballer, moet zijn huis delen en honkbal spelen met een chimpansee genaamd Ed.

## Ontvangst
De recensies voor de film waren heel erg slecht en de film wist slechts 4 miljoen dollar van zijn budget van 24 miljoen dollar terug te verdienen. De film was genomineerd voor vier Razzies maar won er uiteindelijk geen een.

## Rolverdeling
| Acteur       | Personage           |
| ------------ | ------------------- |
| Matt LeBlanc | Jack "Deuce" Cooper |
| Jayne Brook  | Lydia               |
| Doren Fein   | Liz                 |
| Jack Warden  | Chubb               |
| Bill Cobbs   | Tipton              |
| Jim Caviezel | Dizzy               |
| Jim O'Heir   | Art                 |
| Steve Eastin | Shark's Manager     |
| Brad Hunt    | Carnie              |